# Virectaria angustifolia
Virectaria angustifolia là một loài thực vật có hoa trong họ Thiến thảo. Loài này được (Hiern) Bremek. miêu tả khoa học đầu tiên năm 1952.